# Carere patria intolerabile est
Carere patria intolerabile est (лат. изговор: карере патрија интолерабиле ест). Бити без отаџбине несношљиво је. (Сенека)

## Поријекло изреке
Ову изреку је изрекао почетком нове ере познати римски књижевник и филозоф Сенека.

## Тумачење
Тешко је бити апатрид – човјек без домовине. Када на било који присилан начин изгуби право на домовину.